# Grote lantaarnspin
De grote lantaarnspin (Agroeca brunnea) is een spin uit de familie bodemzakspinnen (Liocranidae) die in het West-Palearctische gebied voorkomt.
Het vrouwtje is 6 tot 10 mm groot, het mannetje wordt 5 tot 7 mm. Het kopborststuk en poten zijn roodbruin gekleurd. Het achterlijf is donkerbruin met een gouden tekening. Leeft in bossen, graslanden en moerassen. Maakt, net zoals andere Agroeca-soorten, een cocon die ze ophangen, die enigszins op een lantaarn lijkt.